# كناكر
كناكر قرية سورية تقع في محافظة ريف دمشق، تتبع إدارياً لناحية سعسع في منطقة قطنا.
إعمارها قديم، وفيها بعض النقوش والكتابات التي ترقى للعصر الروماني.

## موقع الكتروني
مدونة بلدة كناكر